# Dème d'Ínachos
Pour les articles homonymes, voir Inachos (homonymie).
Le dème d'Ínachos, en grec moderne : Δήμος Ινάχου / Dímos Ináchou, est un ancien dème du  district régional d’Étolie-Acarnanie, en Grèce-Occidentale. Depuis 2010, il est fusionné au sein du dème d'Amphilochie.
Selon le recensement de 2011, la population du dème compte 4 760 habitants.
La localité tire son nom de la rivière Inachos, affluent du fleuve Achelóos.